# Bund Deutscher Segler

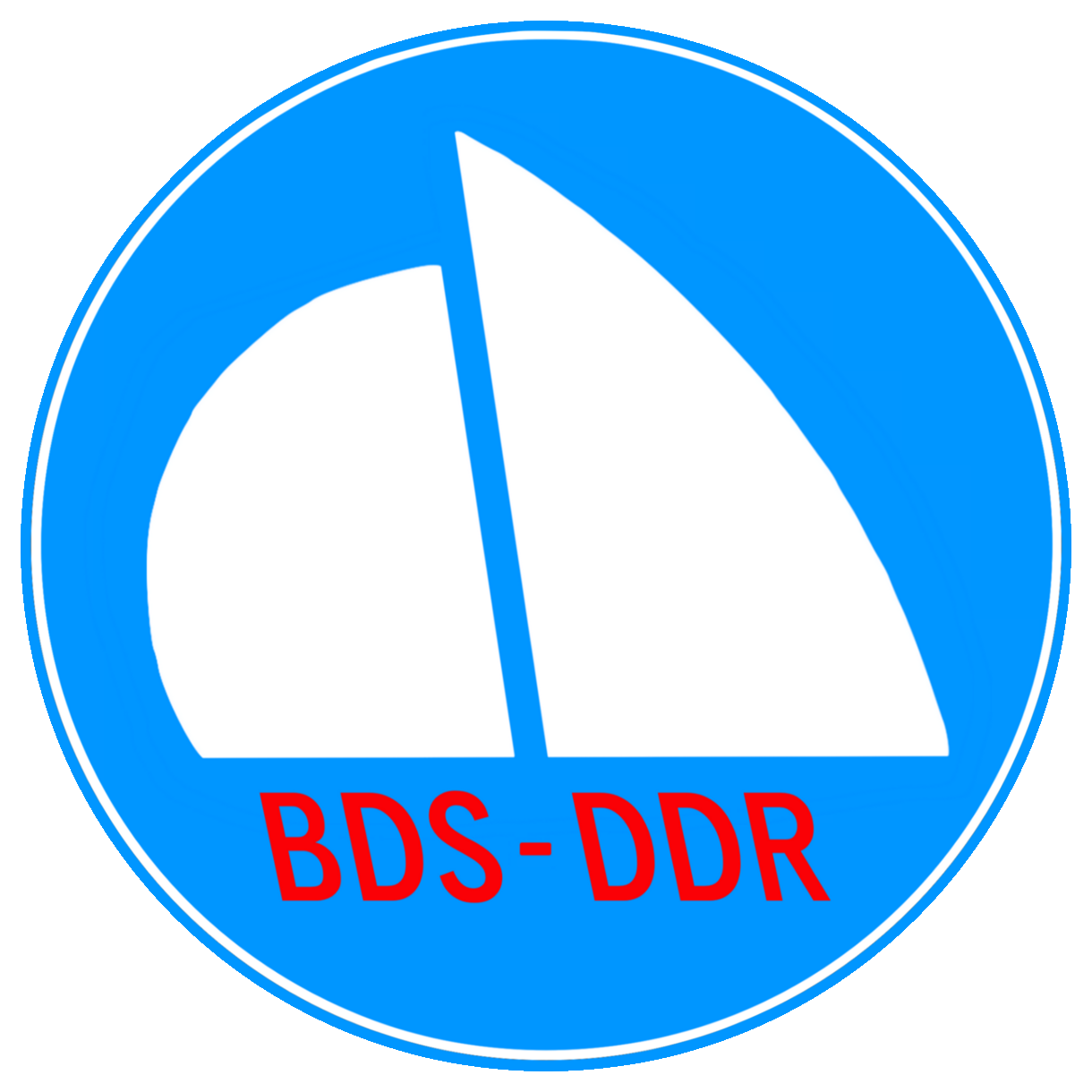
Logo des Bundes Deutscher Segler (BDS) der DDR

Der Bund Deutscher Segler der DDR (BDS) war der Dachverband der Segler in der ehemaligen DDR. Der BDS wurde am 20. April 1958 zunächst unter dem Namen Deutscher Segelsport-Verband (DSSV) gegründet. Um in einer Zeit grundsätzlicher deutsch-deutscher Spannungen Verwechslungen mit dem westdeutschen DSV zu vermeiden, erfolgte zum Jahreswechsel 1959/1960 die Umbenennung in den BDS.

## Geschichte
Für die seit 1947 neu entstehenden kommunalen Segelgruppen in der SBZ wurde 1948 im Deutschen Sportausschuss die Sektion Segeln als Fachverband für die Segelsportler gebildet. Nach Kritik an der ideologisch unzureichenden Betätigung des Sportausschusses wurde 1952 auf Initiative des SED-Politbüros das Staatliche Komitee für Körperkultur und Sport geschaffen, der Segelverband wurde dorthin als Sektion Segeln der DDR überführt. Die Gestaltungsmöglichkeiten der zentralen Sektion erwiesen sich gegenüber den Betriebssportgemeinschaften und anderen Segelgruppen in der Praxis als sehr begrenzt. Dies äußerte sich z. B. im nur langsam fortschreitenden Aufbau eines zentralen Bootsregisters ebenso wie bei der Durchsetzung des 1953 eingeführten ostdeutschen Segelzeichens „GO“.
Erst mit Gründung des Deutschen Turn- und Sportbunds (DTSB) 1957 und der sich im Folgejahr vollziehenden Reorganisation des Segelverbands als DSSV/BDS vermochte sich der „Demokratische Sozialismus“ ostdeutscher Prägung insbesondere über die Bezirks- und Kreisfachausschüsse stärker im Segelsport auszubreiten. Doch noch 1963 sah sich das Präsidium des BDS veranlasst darauf hinzuweisen, dass die nach wie vor feststellbare Verwendung des früher gesamt- und nun rein westdeutschen Segelzeichens „G“ verboten sei und bei Regatten zur Disqualifikation führe.
In erster Linie oblag es dem BDS und seinen Fachkommissionen, den Ausbau und die Weiterentwicklung des Segelsports in der DDR zu organisieren sowie zu koordinieren. Dabei musste sich der Verband auch mit der nahezu durchgehend schlechten Versorgungssituation auseinandersetzen, was zumindest in den ersten Jahren zu kritischen Anmerkungen im Verbandsorgan „Der Segelsport“ führte.
Mit der Verschärfung des Grenzregimes der DDR kam dem BDS unter Präsident Herbert Fechner zunehmend die Aufgabe zu, seinen Mitgliedern die wachsende Abschottung des Landes und insbesondere der „nassen“ Grenze im Norden mitzuteilen und zu vermitteln. Inwieweit die BDS-Spitze, die zu einem nicht geringen Teil mit aktiven Seglern besetzt war, diesen insbesondere dem Seesegelsport schadenden Tendenzen entgegenzuwirken versuchte, ist ein Desiderat der Forschung.
Im Regattasport agierte der BDS bis 1990 sehr erfolgreich, Spitzensportler wie Jürgen Vogler, Paul Borowski und Jochen Schümann bescherten der DDR im internationalen Wettbewerb Erfolge und zahlreiche Medaillen. Das wenig prestigeträchtige Freizeit- und Fahrtensegeln litt dagegen zusehends unter der schlechten Versorgungslage und veraltetem Material. Darüber konnte auch die Einführung durchaus erfolgreicher neuer Bootstypen wie 1969 der Segeljolle „Ixylon“ (Entwurf: Ulrich Czerwonka) oder 1972 des Seekreuzers „Hiddensee“ (Entwurf: Kollektiv um Walter Loos und Ulrich Lass) nicht hinwegtäuschen.
Die vom BDS initiierte Entstehungsgeschichte des Yachttyps Hiddensee belegt, mit welcher Kreativität der Verband mitunter der allgemeinen Mangelsituation zu begegnen versuchte. 1971 zunächst als Nachfolger der kleineren Kielyacht „Raja“ (Entwurf: Werner Siegel, Manfred Frach) für den seriellen Werftbau entwickelt, geriet der Vierteltonner schließlich mit etwa 500 Einheiten zum weltweit bislang erfolgreichsten Selbstbau-Projekt für seegehende Yachten.
Nach der deutschen Wiedervereinigung beschloss der BDS im Januar 1991 seine Vereinigung mit dem DSV, der folgende Deutsche Seglertag bestätigte den Zusammenschluss unter dem alten und neuen Namen „Deutscher Segler-Verband“ (DSV).

## Präsidenten
1958–1960: Günther Kley

1960–1990: Herbert Fechner

1990–1991: Walter Kaczmarczyk